# Бабко Юрій Володимирович
Ю́рій Володи́мирович Бабко́ (нар. 28 вересня 1988 — 14 липня 2015) — старший солдат Збройних сил України.

## Життєпис
Народився 1988 року в селі Павлівка Вінницької області. 2005 року закінчив ЗОШ села Павлівка, 2010-го — факультет технології, автоматизації та комп'ютеризації машинобудування Вінницького національного технічного університету, здобув кваліфікацію інженера-механіка, спеціальність «металорізальні верстати та системи».
У часі війни — старший солдат, старший сапер 534-го окремого інженерно-саперного батальйону «Тиса».
Учасник боїв за Дебальцеве.
14 липня 2015 року під час виконання завдань з перевірки надійності мінних укріплень біля українсько-російського кордону між селами Болотене й Сизе Станично-Луганського району 5 військовослужбовців підірвалися на вибуховому пристрої з розтяжкою, усі загинули: капітани Сергій Мелимука та Микола Михайлишин, старший солдат Юрій Бабко, молодший сержант Валентин Загородній й солдат Вадим Ситніков.
Похований і селі Павлівка Калинівського району.
Без Юрія лишились батьки та сестра.

## Нагороди та вшанування
За особисту мужність, сумлінне та бездоганне служіння Українському народові, зразкове виконання військового обов'язку відзначений — нагороджений
- Нагороджений орденом Богдана Хмельницького ІІІ ступеня (11.08.2016; посмертно).
- у вересні 2015 року на будівлі Павлівської ЗОШ
- та 28 вересня 2016 року на будівлі корпусу машинобудування і транспорту Вінницького національного технічного університету відкриті меморіальні дошки честі Юрія Бабка.